# اجناسيو شافيز
اجناسيو شافيز (بالإسبانية: Ignacio Chávez López)‏ (1836- 31 أكتوبر 1925)، سياسي من نيكاراغوا، شغل منصب رئيس نيكاراغوا من 1 يناير إلى 1 مارس 1891.